# Sandesundsbron
Sandesundsbron (norska: Sandesundbrua eller Sandesund bru) är en konsolbro som med sina 1 528 meter är en av Norges längsta broar. Den korsar älven Glomma och går från Alvim, via Sandesund i Sarpsborgs kommun till Årum i Fredrikstads kommun. Den är en del av Europaväg 6 i Østfold fylke och utgör numera en del i den viktiga motorvägen mellan Oslo och Köpenhamn via Göteborg.

## Historik
Då bron byggdes 1970-1978 var planerna att den skulle få fyra körfält, men på grund av finansieringssituationen beslutades det att bara bygga två körfält.
2005 påbörjades bygget av en likadan 1 521 meter lång bro parallellt med den gamla. Detta som en del i utbyggnaden till fyrfältsväg mellan Oslo och Göteborg. Utbyggnaden är även en del i den vägavgiftfinansierade utbyggnaden av Europaväg 6 genom Østfold fylke. Den nya bron öppnades för trafik den 16 maj 2008, samtidigt stängdes den gamla bron för reparation. I november 2008 öppnades bron för fyrfältstrafik.

## Konstruktion (äldre bron)
Bron har 48 spann och består av flera delar:
- En sydlig 414 meter lång viadukt.
- En 449 meter lång bro över Glomma med ett huvudspann på 139 meter.
- En 389,5 meter lång bro över Torsbekkdalen med ett huvudspann på 99 meter.
- En nordlig 275,5 meter lång viadukt.